# Caixa d'Água (Salvador)

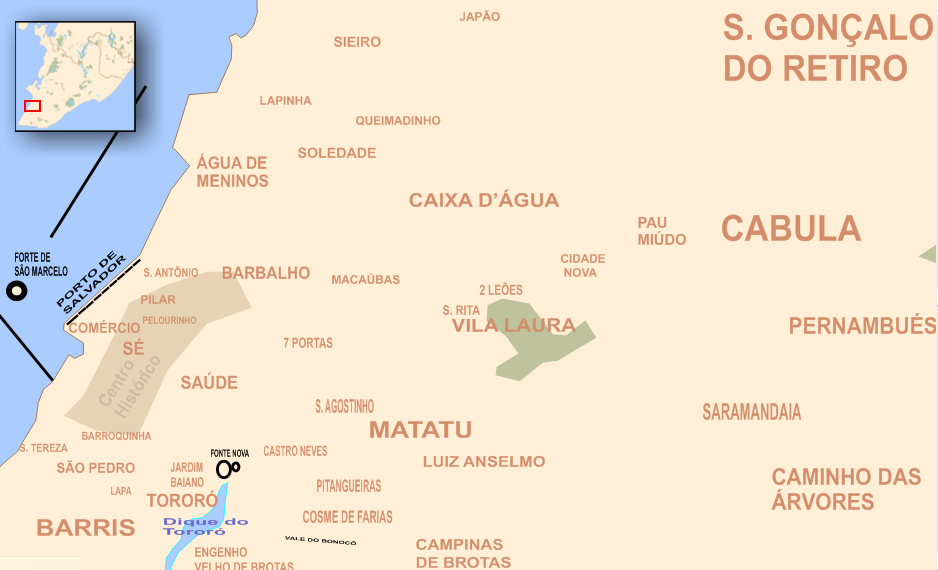
Mapa de localização

Caixa d'Água é um bairro da cidade de Salvador, no estado brasileiro da Bahia.
É assim tradicionalmente denominado pela população uma vez que ali se erguem dois grandes reservatórios de água potável, destinados ao abastecimento do bairro da Liberdade.
No governo Góes Calmon o bairro serviu para a implantação do mais revolucionário projeto pedagógico do Brasil, idealizado pelo educador Anísio Teixeira, que foi o Centro Educacional Carneiro Ribeiro, conhecido por Escola Parque, ainda hoje uns dos maiores da Capital - e que serviu de base para projetos posteriores, como os CIACs e CIEPs. No bairro também tem outras escolas como o Centro Estadual de Educação Profissional em Saúde Anísio Teixeira, a Escola Estadual Anísio Teixeira e possui algumas escolas particulares entre elas o Colégio Emmanuel Kant a maior escola particular do bairro.
Ali também está localizado um importante Museu de Arqueologia que foi inaugurando em 2006. O Hospital Ana Nery, um dos maiores de Salvador, fica na Caixa d'Água, o bairro também conta com um hospital particular de médio porte Hospital Cidade (HC).
Sua principal via é a rua Saldanha Marinho que, da Soledade vai até o Largo do Tamarineiro atravessando o centro do bairro.
Faz limite com os bairros da Liberdade, Lapinha, Baixa de Quintas (Bairro do Barbalho).